# Мєжник (Дновський район)
Мєжник (рос. Межник) — присілок в Дновському районі Псковської області Російської Федерації.
Населення становить 36 осіб. Входить до складу муніципального утворення Вискодська волость.

## Історія
Від 2015 року входить до складу муніципального утворення Вискодська волость.

## Населення
| 2001 | 2002 | 2010 |
| ---- | ---- | ---- |
| 57   | ↘51  | ↘36  |